# Klaus Hinkel
Klaus Hinkel (* 12. Mai 1962) ist ein deutscher Richter und Verwaltungsbeamter.

## Leben
Hinkel stammt aus Hessen. 1993 wechselte er in den Thüringischen Justizdienst. Er begann seine Laufbahn am Verwaltungsgericht Weimar. An der Universität Frankfurt am Main erfolgte 1996 mit der Dissertation Niederlassungsfreiheit für Kreditinstitute im Bankenbinnenmarkt: eine Untersuchung zur Reichweite der gemeinschaftsrechtlichen Grundfreiheit unter Berücksichtigung des deutschen Bankenaufsichtsrechts seine Promotion zum Dr. jur. Weitere Stationen absolvierte er als Ministerialbeamter im Thüringer Justizministerium und im Thüringer Innenministerium.
Hinkel wurde 2017 als Nachfolger von Hartmut Schwan zum Präsidenten des Thüringer Oberverwaltungsgerichts ernannt und trat seine Stelle zum 1. Juni 2017 an.
Seit dem 4. Oktober 2019 ist Hinkel Mitglied des Thüringer Verfassungsgerichtshofs; die Amtszeit dauert sieben Jahre, also bis zum 3. Oktober 2026; sein Vorgänger Hartmut Schwan ist am 3. Oktober 2019 vorzeitig aus dem Amt ausgeschieden, weil er am 4. Oktober 68 Jahre alt wurde und damit die gesetzliche Altersgrenze erreicht hatte. Das SPD-Mitglied Hinkel wurde am 28. Juni 2019 von vier Landtagsfraktionen nominiert und am 3. Juli mit der notwendigen Zweidrittelmehrheit gewählt; am selben Tag wurde er im Landtag ernannt und vereidigt.
Die SPD-Fraktion im Thüringer Landtag hatte Hinkel im Vorjahr – im Frühjahr 2018 – sogar schon als Präsidenten des Verfassungsgerichtshofs nominieren wollen, war dann aber davon abgekommen – die Fraktionen der Linken und der SPD unterstützten letztlich den CDU-Kandidaten Stefan Kaufmann.
Hinkel ist zudem seit 2020 Lehrbeauftragter im Bereich des Öffentlichen Rechts an der Staatswissenschaftlichen Fakultät der Universität Erfurt.

## Werke (Auswahl)
- Niederlassungsfreiheit für Kreditinstitute im Bankenbinnenmarkt: eine Untersuchung zur Reichweite der gemeinschaftsrechtlichen Grundfreiheit unter Berücksichtigung des deutschen Bankenaufsichtsrechts, VDG, Weimar 1996, ISBN 978-3-929742-90-9.
- mit Holger Hofmann und Jost Erlenkämper: Kommunalabgaben in Thüringen. Rechtliche Grundlagen mit Erläuterungen, Mustersatzungen. Rechtssammlung mit Kommentar. Loseblattwerk mit Aktualisierungen 2019. Carl Link, Köln. ISBN 978-3-556-92090-9.
- mit Michael Brenner, Jörg Hopfe, Holger Poppenhäger, Klaus von der Weiden (Hrsg.): Die Verfassung des Freistaats Thüringen. Handkommentar, 2. Auflage, Nomos, Baden-Baden 2023, ISBN 978-3-7560-0075-3.